# Протест (филм)
„Протест” је југословенски и хрватски драмски филм први пут приказан 1967 године. Режирао га је Фадил Хаџић који је написао и сценарио.

## Радња
Радник Иво Бајсић је починио самоубиство скочивши с вишеспратнице на загребачком Тргу републике. Полицијски истражитељ Марковић покушава схватити разлоге његовог чина те разговара с људима који су познавали погинулог: с његовим пријатељем Јозом, супругом Маријом, шефом правне службе фирме у којој је добио отказ и другима, који му износе своја сећања на Бајсића.

## Улоге
| Глумац              | Улога                                 |
| ------------------- | ------------------------------------- |
| Беким Фехмију       | Иво Бајшић                            |
| Илија Џувалековски  | Јозо                                  |
| Нада Суботић        | Марија                                |
| Борис Бузанчић      | Шеф правне службе подузећа            |
| Рудолф Кукић        | Молнар                                |
| Антун Врдољак       | Полицијски истражитељ Марковић        |
| Гордана Барундић    | Бајшићева љубавница                   |
| Мато Ерговић        | Шофер                                 |
| Милан Срдоч         | Портир Штеф                           |
| Михајло Викторовић  | Бивши робијаш                         |
| Драгутин Добричанин | Конобар                               |
| Радослав Павловић   | Директор                              |
| Божидарка Фрајт     | Секретарица Иванка (као Божена Фрајт) |
| Хермина Пипинић     | Молнарова супруга                     |
| Звонимир Ференчић   | Заменик директора                     |
| Драго Бахун         | (као Драгутин Бахун)                  |

Остале улоге  ▼
| Глумац                 | Улога   |
| ---------------------- | ------- |
| Невенка Бенковић       |         |
| Ана Херцигоња          | Хермина |
| Иван Хетрих            |         |
| Јуре Кнежевић          |         |
| Владимир Лејб          |         |
| Миња Николић           |         |
| Брацо Рејс             |         |
| Мартин Сагнер          |         |
| Андреа Сарић           |         |
| Семка Соколовић Берток | Радница |
| Владимир Сушић         |         |
| Звонимир Торјанац      |         |
| Адам Ведерњак          |         |
| Мирко Војковић         |         |

## Награде
- Пула 1967. -  Сребрноа арена за мушку улогу[2][3]
- Фестивал у Бергаму - главна награда Бекими Фехмиуиу[2]